# Qudos Bank Arena
La Qudos Bank Arena, conosciuta dal 1999 al 2006 come Sydney Super Dome, dal 2006 al 2011 come Acer Arena e dal 2011 al 2016 come Allphones Arena, è un impianto polivalente coperto situato nella città Sydney, presso il Sydney Olympic Park. 
Fa parte della lista delle 10 arene più conosciute al mondo. Grazie ad una capacità di oltre 21.000 posti, è l'impianto coperto più grande dell'Australia e anche la sede di celebri eventi sportivi o d'intrattenimento vario.